# Fyns Amts Avis

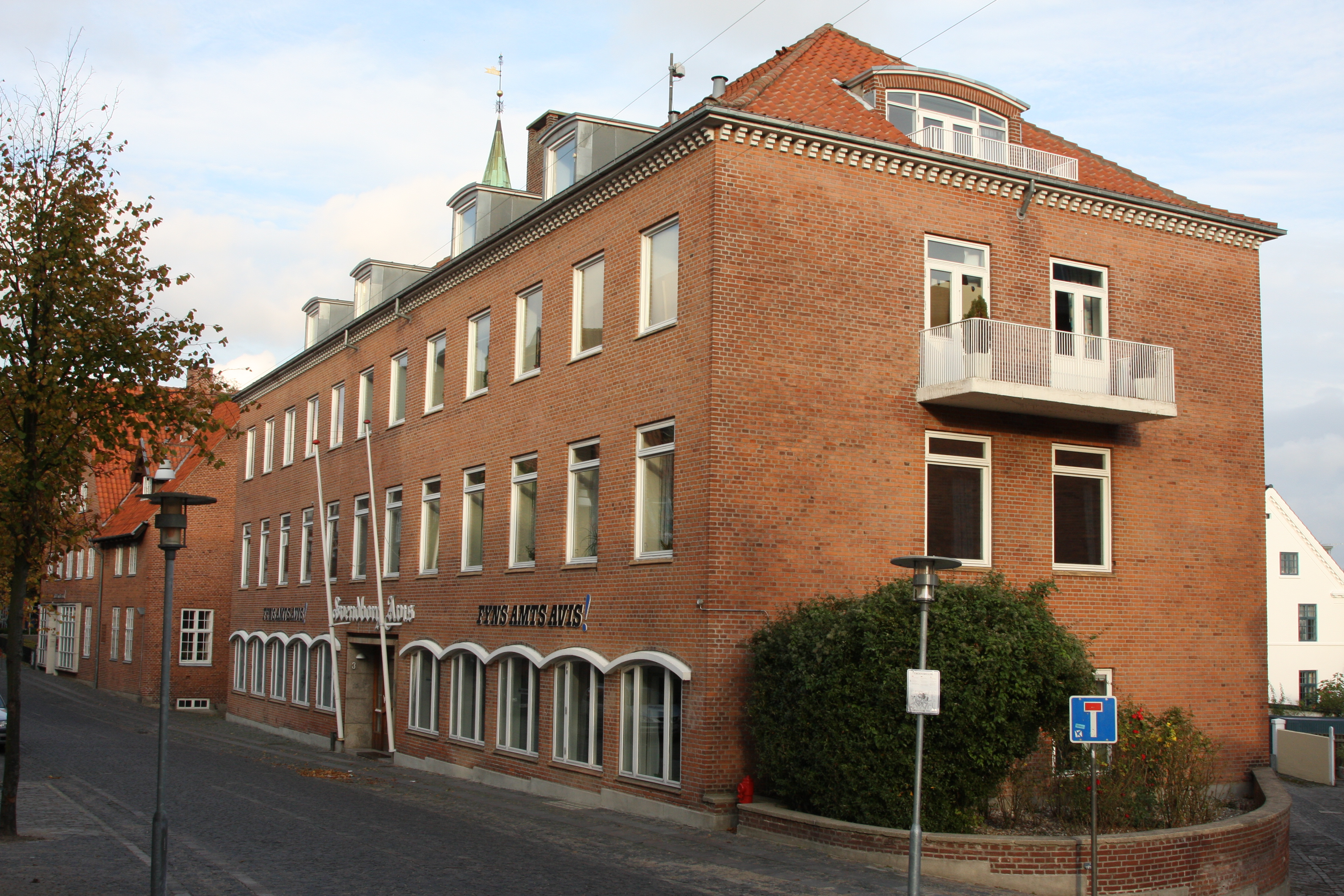
Fyns Amts Avis huvudkontor

Fyns Amts Avis är en dansk lokaltidning, grundad 2 februari 1863, för kommunerna Svendborg, Langeland, Ærø, Faaborg-Midtfyn och Nyborg. Tidningen hette ursprungligen Sydfyenske Tidende, sedan Svendborg Avis. Sitt nuvarande namn fick den 1970.